# Lijst van hockeyinterlands Nederland - Portugal (mannen)
Deze lijst van hockeyinterlands is een overzicht van alle hockeywedstrijden tussen de nationale teams van Nederland en Portugal bij de mannen.
Nederland en Portugal hebben één keer tegen elkaar gespeeld. Deze ontmoeting was een wedstrijd op het Europees kampioenschap in 1974.

## Wedstrijden
| № | Plaats | Datum      | Competitie | Wedstrijd            | Uitslag | Doelpuntenmakers                                                     |
| - | ------ | ---------- | ---------- | -------------------- | ------- | -------------------------------------------------------------------- |
| 1 | Madrid | 2 mei 1974 | EK 1974    | Nederland - Portugal | 6 - 0   | 1-0: Ties Kruize; 2-0: Paul Litjens; 3-0, 4-0, 5-0, 6-0: Ties Kruize |

## Samenvatting
| Competitie             | Totaal gespeeld | Winst Nederland | Gelijk | Winst Portugal |
| ---------------------- | --------------- | --------------- | ------ | -------------- |
| Europees kampioenschap | 1               | 1               | 0      | 0              |
| Totaal                 | 1               | 1               | 0      | 0              |

| Doelsaldo | Nederland | Portugal |
| --------- | --------- | -------- |
|           | 6         | 0        |